# 이완희
이완희(1987년 7월 10일 ~ )는 대한민국의 전 축구 선수이며 포지션은 공격수였다.

## 축구인 경력

### 선수 경력
2010년 내셔널리그의 고양 국민은행에 입단하였으며 첫 시즌에 15경기 7골을 기록하였다. 2013 시즌을 앞두고는 고양 국민은행이 해체되고 드래프트를 통해 FC 안양에 입단하였다.
2014년 충주 험멜로 임대 이적하였다.

## 그 외
2011년 배구 선수 황연주랑 4년째 연애 중임을 밝힌 바 있다.
이후 연인 관계를 유지하다 결별하였다.